# Jairo Arias
Jairo Arias (2. listopadu 1932, Kolumbie – 13. října 2023, Houston) byl kolumbijský fotbalista, útočník. 

## Fotbalová kariéra
Hrál v Kolumbii za Atlético Nacional, Independiente Santa Fe, Once Caldas a Unión Magdalena. S Independiente Santa Fe získal v roce 1960 mistrovský titul. Za reprezentaci Kolumbie nastoupil v letech 1962-1963 ve 4 utkáních. Byl členem kolumbijské reprezentace na Mistrovství světa ve fotbale 1962, nastoupil v utkání proti Uruguayi.

## Ligová bilance
| Ročník                     | Zápasy | Góly | Klub                   |
| -------------------------- | ------ | ---- | ---------------------- |
| 1. kolumbijská liga 1957   | -      | -    | Atlético Nacional      |
| 1. kolumbijská liga 1958   | -      | -    | Atlético Nacional      |
| 1. kolumbijská liga 1959   | -      | -    | Atlético Nacional      |
| 1. kolumbijská liga 1960   | 15     | 2    | Independiente Santa Fe |
| 1. kolumbijská liga 1961   | -      | -    | Atlético Nacional      |
| 1. kolumbijská liga 1962   | -      | -    | Atlético Nacional      |
| 1. kolumbijská liga 1963   | -      | -    | Once Caldas            |
| 1. kolumbijská liga 1964   | -      | -    | Once Caldas            |
| 1. kolumbijská liga 1964   | 21     | 0    | Unión Magdalena        |
| 1. kolumbijská liga 1965   | 1      | 0    | Once Caldas            |
| CELKEM 1. kolumbijská liga | 37     | 2    |                        |